# Magdalena Fręch
Magdalena Fręch (n. 15 decembrie 1997, Łódź, Polonia) este o jucătoare de tenis poloneză.
Ea a câștigat un titlu de simplu în WTA Challenger Tour.
De asemenea, a câștigat cinci titluri de simplu și patru titluri de dublu pe Circuitul ITF. Cea mai bună clasare a sa la simplu este locul 22 mondial, în octombrie 2024, iar la dublu locul 174 mondial, la 8 august 2022.
Jucând pentru echipa Poloniei de Fed Cup, Fręch are un record de victorii-înfrângeri de 9–6.